# Dopsin
Dopsin – wieś w Chorwacji, w żupanii osijecko-barańskiej, w gminie Vladislavci. W 2011 roku liczyła 482 mieszkańców.